# Heroes & Thieves
Albums de Vanessa Carlton
Harmonium
(2004) Icon: Best of Vanessa Carlton
(2011)
Singles
1. Nolita Fairytale
Sortie : 17 juillet 2007
2. Hands on Me
Sortie : 19 février 2008

Heroes & Thieves est le troisième album studio de Vanessa Carlton, sorti le 9 octobre 2007 aux États-Unis et le 22 octobre 2007 en Europe.
La chanteuse le décrit comme le meilleur qu'elle ait composé jusqu'ici.
L'album s'est classé 44e au Billboard 200.

## Liste des titres
| No  | Titre                            | Auteur                                        | Durée |
| --- | -------------------------------- | --------------------------------------------- | ----- |
| 1.  | Nolita Fairytale                 | Vanessa Carlton, Stephan Jenkins              | 3:28  |
| 2.  | Hands on Me                      | Vanessa Carlton, Stephan Jenkins              | 3:01  |
| 3.  | Spring Street                    | Vanessa Carlton, Linda Perry                  | 4:10  |
| 4.  | My Best                          | Vanessa Carlton                               | 3:00  |
| 5.  | Come Undone                      | Vanessa Carlton, Stephan Jenkins              | 4:35  |
| 6.  | The One (featuring Stevie Nicks) | Vanessa Carlton, Stephan Jenkins, Linda Perry | 4:05  |
| 7.  | Heroes & Thieves                 | Vanessa Carlton                               | 3:47  |
| 8.  | This Time                        | Vanessa Carlton, Linda Perry                  | 3:49  |
| 9.  | Fools Like Me                    | Vanessa Carlton                               | 3:10  |
| 10. | Home                             | Vanessa Carlton, Stephan Jenkins              | 5:38  |
| 11. | More than This                   | Vanessa Carlton                               | 4:48  |